# Peter Hahne

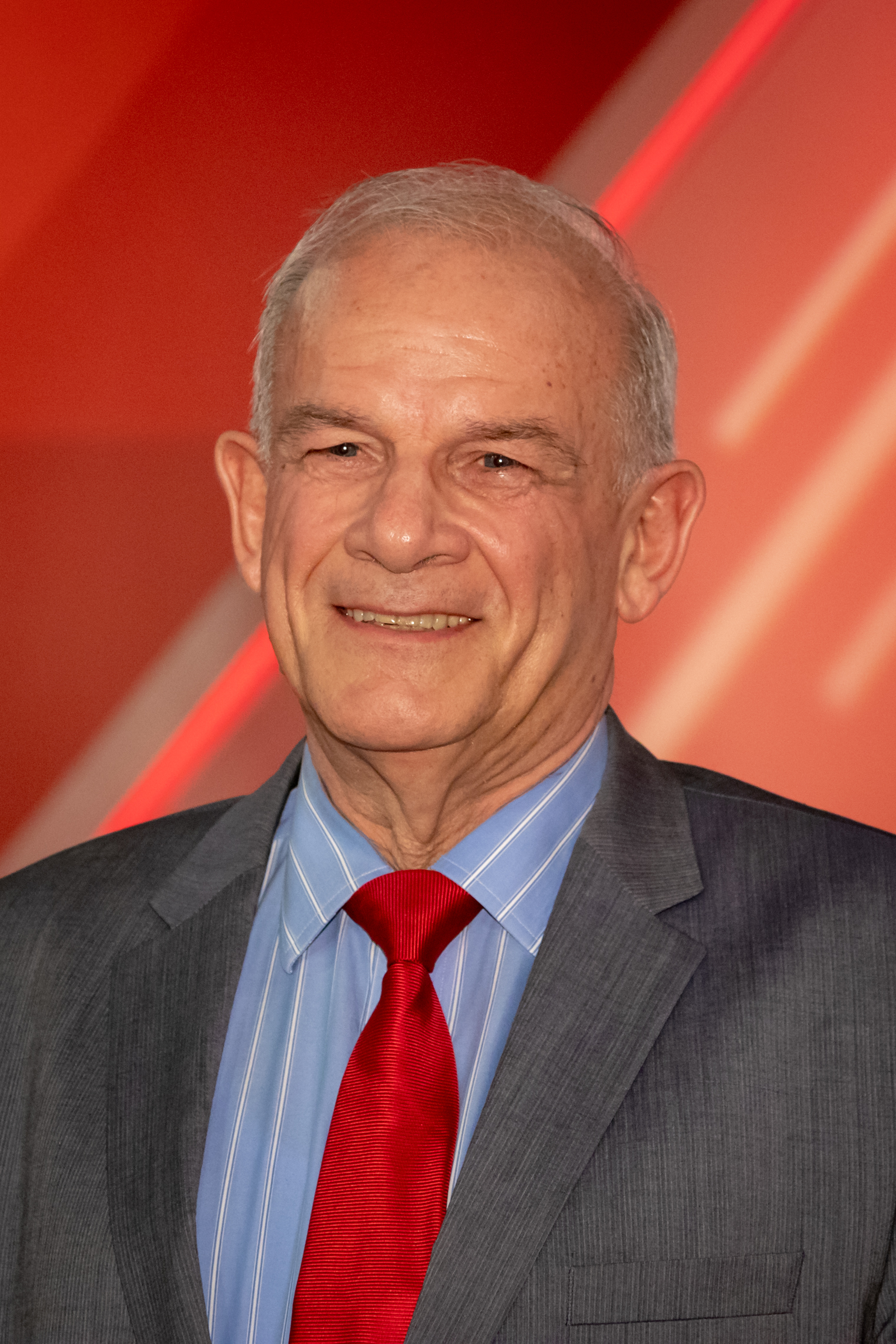
Peter Hahne, 2018

Peter Hahne (* 9. November 1952 in Minden) ist ein deutscher Fernsehmoderator, Autor und Kolumnist.

## Leben

### Ausbildung und Saarländischer Rundfunk
Hahne wurde als Sohn eines Drogisten in Minden (Westfalen) geboren. Nach dem Abitur 1971 am Ratsgymnasium Minden studierte er Evangelische Theologie, Philosophie, Psychologie und Germanistik in Bethel, Heidelberg und Tübingen mit dem Berufswunsch Geistlicher. Er schloss 1977 sein Studium als Diplomtheologe ab. 1973 machte er ein Praktikum beim Saarländischen Rundfunk (SR) in der Chefredaktion „Politik“ und arbeitete dort anschließend als Hörfunkmoderator und Fernsehautor. Zuletzt war er bis 1985 Erster Redakteur in der Chefredaktion (Politik) des SR.

### ZDF

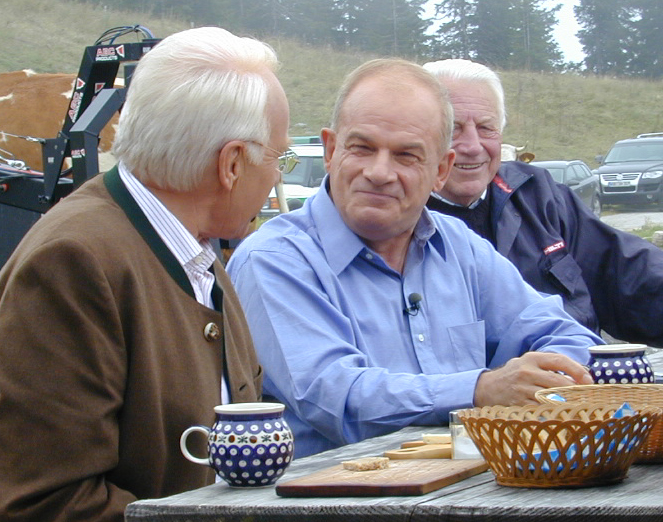
Peter Hahne (ZDF) und Edmund Stoiber (CSU) beim Sommerinterview (2010)

Danach wechselte Hahne in die Hauptredaktion „Aktuelles“ des ZDF, wo er als Co-Moderator und Redakteur des heute-journals (1989–1991) und Studioredakteur der Hauptausgabe von heute (1991–1999) arbeitete. Er war außerdem an der Entwicklung der seit 1988 produzierten Kindernachrichtensendung logo! beteiligt, die er bis 1989 moderierte. Von 1999 bis Ende März 2010 war Hahne stellvertretender Leiter des ZDF-Hauptstadtstudios in Berlin, moderierte im Wechsel mit Peter Frey das Politmagazin Berlin direkt und führte mit ihm die ZDF-Sommerinterviews.
Zum 1. April 2010 wechselte Hahne in die ZDF-Programmdirektion und erhielt mit Peter Hahne ein sonntägliches Talkformat, für das er als „Kuscheltalker“ kritisiert wurde. Es wurde am 27. Juni 2010 erstmals und danach bis zu seinem Ruhestand Ende 2017 gesendet. Sein Nachfolger als stellvertretender Leiter des ZDF-Hauptstadtstudios war der Auslandskorrespondent Thomas Walde.

### Print
Peter Hahne ist seit 1996 – verstärkt seit Beginn seines Ruhestands 2018 – als Kolumnist für die Bild am Sonntag sowie als Autor für die Evangelische Nachrichtenagentur idea und als Kommentator für ideaHeute tätig. In seinen Büchern – Gesamtauflage über 6 Millionen – tritt Hahne vor allem für seine christlichen Überzeugungen ein. Mit über 800.000 verkauften Exemplaren wurde Schluss mit lustig, eine Kritik der so genannten „Spaßgesellschaft“, der Jahresbestseller der Spiegel-Liste 2005; im Folgejahr erreichte es Platz fünf. Der Spiegel schrieb dazu: „Die Menschen lesen Hahne, weil sie Ratzinger nicht verstehen.“ Hahnes Bücher hätten den Papst-Boom deutlich abgehängt. „So klingt es auch in den Manifesten von Hahne über Di Fabio bis Langenscheidt, Bestseller-Veröffentlichungen, die sich unmöglich Unionswählern allein verdanken“ (Süddeutsche Zeitung, 22. Juli 2006). Die Wochenzeitschrift des Deutschen Bundestages Das Parlament schrieb: „Wer Deutschlands Befindlichkeit kennenlernen will, muss Hahnes Buch lesen“ (2005). In Italien wurde das Buch unter dem Titel La festa è finita veröffentlicht.
Im Oktober 2001 wurde bekannt, dass Hahne in seiner Kolumne für die Bild am Sonntag zehn Zeilen nahezu wortgleich aus dem Feuilleton der Süddeutschen Zeitung übernommen hatte. Er hatte das Zitat, anders als journalistisch üblich, nicht  gekennzeichnet. Hahne entschuldigte sich schriftlich, nachdem der Vorfall bekannt geworden war.
Hahne gehört zu den Unterzeichnern des Aufrufs Schluss mit Gender-Unfug! des Vereins Deutsche Sprache. 2017 sprach er sich gegen die Kürzung bzw. Streichung der EKD-Förderungsgelder für die Nachrichtenagentur idea aus und rief „zur Rettung der innerkirchlichen ‚Medien- und Meinungsfreiheit‘ auf“. Selbst spendete er 2017 laut dem Arbeitskreis Christlicher Publizisten 40.000 Euro an das Medienportal.
Hahne ist Gastautor bei der Achse des Guten und bei Tichys Einblick.

### Religiöses und soziales Engagement

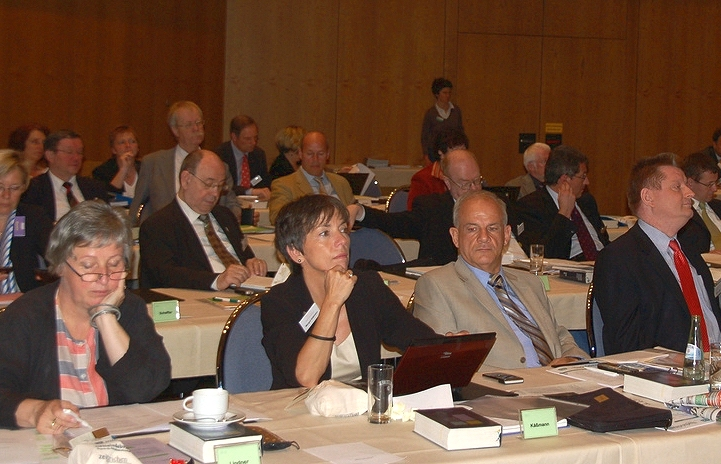
Peter Hahne (erste Reihe, zweiter von rechts, neben Margot Käßmann) während der EKD-Synode vom April/Mai 2009

Peter Hahne war in den 1980er Jahren bis Anfang der 1990er Jahre Redner in den Zelten der Deutschen Zeltmission. Von 1992 bis Oktober 2009 Mitglied des Rates der Evangelischen Kirche in Deutschland (EKD). Er ist Kuratoriumsmitglied des evangelikalen Vereins ProChrist und seit Dezember 2017 Mitglied der Deutschen Evangelistenkonferenz. Hahne ist ebenfalls Mitglied des Förderkreises der Stiftung der Deutschen Polizeigewerkschaft.
Hahne gehörte im September 2020 zu den Erstunterzeichnern des Appells für freie Debattenräume.

### Rezeption
2015 kritisierte Stefan Niggemeier die Betitelung des Hahne-Kommentars Kein Sozialamt für die Welt in der Bild, in dem er eine semantische Parallele zu einem NPD-Wahlwerbeslogan sah. Infolge weiterer medial kritisch rezipierter Aussagen Hahnes zur Migration, inneren Sicherheit und „Political Correctness“ stellte der Medienjournalist René Martens in einem Essay 2019 in der Medienkorrespondenz und auf Übermedien die These auf, bei Hahne handele es sich um einen „Kollegen von rechts“, der „die Weltsicht der AfD verbreitet“. Christoph Butterwegge, Gudrun Hentges und Gerd Wiegel resümierten zuvor, Hahne zähle zu einer Gruppe von Publizisten, die, „wie sie Teilaspekte der gesellschaftlichen Realität ideologisch verbrämten, maßgeblich zur Verschiebung des öffentlichen Diskurses nach rechts beigetragen [haben], wovon keine Partei mehr profitiert hat als die AfD.“ Ähnlich urteilte Daniel Bax, Hahne schüre „populäre Ressentiment[s]“ in Fragen der Migration und inneren Sicherheit.
Auf die Frage nach einer möglichen Sympathie gegenüber der AfD antwortete Hahne der Schwäbischen Zeitung in ähnlicher Weise: Er sei kein Parteimitglied, aber man gelte „auf einmal als rechtsradikal“, wenn „man heute Aussagen zitiert, die vor 15 Jahren noch im CDU-Parteiprogramm standen“. Andreas Malessa mutmaßte, Hahne treffe diese Aussage, da er als „prominenter Evangelikaler“ durch empfundene mediale Beleidigungen gekränkt sei. Christen würden nämlich laut Malessa im Mediendiskurs als „fundamentalistisch“ bezeichnet, sobald sie sich „auf die Fundamente der Bibel, des Glaubensbekenntnisses und der reformatorischen Bekenntnisschriften“ berufen. Über Hahnes Publikation Schluss mit euren ewigen Mogelpackungen! Wir lassen uns nicht für dumm verkaufen urteilte Denis Scheck, dieses „Pamphlet“ des „dumpfe[n] Stammtischmichel[s]“ Hahne sei „ein Musterbeispiel für jenen vulgären Populismus, der als Fluch die westlichen Demokratien zu Beginn des 21. Jahrhunderts heimsucht“, in dem er „seine Leser auf 128 inkonsistenten, wirren, abstrusen Seiten […] für dumm“ verkaufe. Jan Böhmermann beschrieb die Publikation in einem satirischen Neo-Magazin-Royale-Beitrag, in dem er weitere Bücher Hahnes vorstellte, ironisch als „ein Buch […], das Thilo Sarrazin das Fürchten lehren wird“.
Während der Covid-19-Pandemie kritisierte Hahne die Infektionsschutzmaßnahmen in Deutschland, insbesondere das vorübergehende Verbot von Gottesdiensten: Solch eine Maßnahme habe „weder die braune Diktatur noch die rote bis 1989“ je verhängt. „Getränkemärkte haben auf, das Gotteshaus nicht“, so Hahne. Der Ratsvorsitzende der Evangelischen Kirche Deutschlands (EKD), Heinrich Bedford-Strohm, widersprach Hahne und warf ihm „Kleingläubigkeit“ vor. Dem Osnabrücker Superintendenten Joachim Jeska zufolge übersieht Hahne, dass es um „das Wohl der Menschen“ gehe, die man „nicht der Gefahr einer Ansteckung aussetzen“ wolle. Den Markenkern der Kirche bedrohe nicht die Entscheidung, die Kirchen bis nach Ostern zu schließen, „sondern eher Hahnes Vorstellungen einer Selektion von Kirchenbesuchern nach nicht näher bestimmten Kriterien“.
Wenn man „die Gehälter der Pflegekräfte verdoppelt“ hätte, so Hahne, wäre Corona „nach drei Wochen vorbei gewesen“. Zudem behauptete er, dass Journalisten, die in der Bundespressekonferenz Gesundheitsminister Karl Lauterbach vermeintlich kritische Fragen stellten, aus dem Raum entfernt würden („Das ist Demokratie heutzutage“), ohne einen Beleg zu liefern. Es ist kein einziger Fall derartiger Einschränkung der Pressefreiheit dokumentiert und kritische Fragen wurden gerade im Zuge der Pandemie immer wieder von Pressevertretern aufgebracht. Zudem äußerte Hahne, man hätte schon „viel früher mit Corona leben müssen wie mit HIV oder Krebs“. T-Online kommentierte, Hahne vergleiche also eine „hochansteckende Virusvariante [...] mit einer Krankheit, die hauptsächlich beim Sexualverkehr übertragen“ werde, und setze sie „mit einer Erkrankung gleich, die überhaupt nicht ansteckend“ sei.
In der neurechten Wochenzeitung Junge Freiheit behauptete Hahne Ende 2020, dass das, was „vor zehn Jahren normal“ gewesen sei, jetzt „durch Sprachpolizei und ‚Haltungsjournalismus‘ erst als ‚konservativ‘ umetikettiert [wurde], dann als ‚rechts‘, und heute ist es ‚Nazi‘“; mit dieser „Keule“ werde „alles erschlagen“. Laut Hans Demmel verbreitete Hahne hier „die Mär von einem Land, in dem man/er seine Meinung nicht mehr sagen dürfe, die er hier gerade herausposaunt, ganz abgesehen davon, dass er dafür jederzeit einen Verleger findet“. Bei Tichys Einblick schrieb Hahne anlässlich der US-Präsidentenwahl 2020, nur für „naive Westeuropäer, die sich völlig willig, gläubig und staatsfromm dressieren“ ließen, sei Donald Trump „ein Idiot, ein Clown, ein Irrer“; zudem kommentierte er dort bereits am ersten Auszählungstag bezüglich der Vorhersagen eines Siegs von Joe Biden, dieses „Wünsch-dir-was-Denken, ausgegeben als seriöse Information“, sei „geplatzt wie eine Seifenblase“. T-Online schrieb 2022, Hahne habe „in den vergangenen Jahren eine drastische Wandlung vollzogen“. Alles erinnere „an Eva Herman, ehemals prominente Nachrichtensprecherin der ‚Tagesschau‘, jetzt rechtspopulistische Verschwörungsideologin“. Die Theologen Astrid Edel und Hans Probst erkennen bei ihrem Vergleich von Hahnes Rhetorik und veröffentlichten Inhalten der evangelikalen Evangelischen Nachrichtenagentur idea sowie der Jungen Freiheit einen allgemeinen Trend christlicher Publizistik, einen Nährboden für die Diskursverschiebung nach rechts zu bieten.
Der Politologe Martin Hecht schildert, wie Hahne daran arbeitet, dass „das Gedankengut der AfD in Deutschland … immer mehr die Mitte oder, wie man sagt, die bürgerlichen Kreise der Gesellschaft“ erreicht, und stellt fest: „Hahne gelingt das Kunststück, Rechtspopulismus als politische Theologie zu verkaufen“.  Laut Stephan Maus nutzt Hahne „seit Jahren den Abglanz seiner Reputation als öffentlich-rechtlicher Nachrichtenonkel“, um „menschenfeindliche Ideologie […] in die Mitte der Gesellschaft zu pusten“.
Hahne leugnet den wissenschaftlich erwiesenen Klimawandel.

### Privates
Peter Hahne ist ledig und lebt in Berlin-Wilmersdorf.

## Ehrungen
- Hahne ist Ehrenkommissar der Bayerischen Polizei und gewann den Bambi-Publikumspreis als beliebtester Nachrichtenmoderator von ARD/ZDF.
- 1983 erhielt er den Kurt-Magnus-Preis der ARD, 1995 den Preis für Evangelische Publizistik und 2000 den Goldenen Gong für herausragende Hauptstadt-Berichterstattung.
- 2006 erhielt Hahne den unter der Schirmherrschaft der Europäischen Kommission stehenden deutsch-italienischen Kulturpreis Capo Circeo.
- 2010 erhielt er die Hoffmann-von-Fallersleben-Medaille für seinen Einsatz für die Einheit Deutschlands.[47]
- 2016 wurde er zum Ehrenkommissar der Christlichen Polizeivereinigung ernannt.[48]
- 2022 erhielt er die Ehrendoktorwürde der Staatsunabhängigen Theologischen Hochschule Basel.[49]

## Veröffentlichungen (Auszug)

### Als Alleinautor
- Die Macht der Manipulation: Über Menschen, Medien und Meinungsmacher. Hänssler, Neuhausen-Stuttgart 1984, ISBN 3-7751-0895-5 (Neuauflagen 2001, ISBN 978-3-7751-0895-9; 2005, ISBN 978-3-7751-3814-7).
- Suchet der Stadt Bestes. Christliche Werte für Politik und Gesellschaft. Hänssler, Neuhausen-Stuttgart 1985 und 2000, ISBN 978-3-7751-1079-2 (Neuauflage: Johannis, Lahr 2008, ISBN 978-3-501-05133-7).
- Passiert – notiert – Aus dem Tagebuch von Peter Hahne. Hänssler, Neuhausen-Stuttgart 1986 (Neuauflagen: 1987 und 1992, ISBN 978-3-7751-1119-5).
- Er stellte meine Füße auf weiten Raum. Hänssler, Neuhausen-Stuttgart 1988 (Neuauflagen: 1992 und 1994, ISBN 978-3-7751-1255-0).
- Mut für den Tag. 365 wegweisende Gedanken. Johannis, Lahr 1988 und 1997.
- Kein Grund zur Resignation. Hänssler, Neuhausen-Stuttgart 1983 (Neuauflagen: 1991, ISBN 978-3-7751-0814-0; 1994, 1996, 2002, ISBN 978-3-7751-3813-0; Johannis, Lahr 2007, ISBN 978-3-501-05132-0).
- Wer hätte das gedacht? Hänssler, Neuhausen-Stuttgart 1991.
- Israel erlebt. Hänssler, Neuhausen-Stuttgart 1992, ISBN 3-7751-1763-6 (Neuauflage 2001, ISBN 978-3-7751-1763-0).
- Kinder, Kinder… Kleine Begegnungen mit großer Wirkung. Hänssler, Neuhausen-Stuttgart 1992 (6. Auflage 1997, ISBN 978-3-7751-1602-2).
- Gute Nachrichten. Von und mit Peter Hahne. Hänssler, Neuhausen-Stuttgart 1994, ISBN 978-3-7751-1694-7.
- Auf den Wegen des Lebens getröstet. Johannis, Lahr 1995.
- Zur Hochzeit. Ein Brief für zwei Glückliche. Monografie, Johannis, Lahr 1996, ISBN 978-3-501-51603-4.
- Was ist mein Leben wert? Hänssler, Neuhausen-Stuttgart 1997, ISBN 978-3-7751-2853-7.
- Was wirklich wichtig ist. Gedanken am Sonntag. MedienContor, Hamburg 1997. (Neuauflage: Knaur 2007, ISBN 978-3-426-78079-4).
- No future – Wir haben Zukunft! Hänssler, Neuhausen-Stuttgart 1999, ISBN 978-3-7751-0972-7 (Neuauflage 2005, ISBN 978-3-7751-2942-8).
- Gute Aussichten. Von und mit Peter Hahne. Hänssler, Neuhausen-Stuttgart 2000, ISBN 978-3-7751-2215-3.
- Leid – Warum lässt Gott das zu? Hänssler, Neuhausen-Stuttgart 2000, ISBN 978-3-7751-1240-6 (Neuauflagen: Johannis, Lahr 2009, ISBN 978-3-501-05130-6; MediaKern-Verlag, erweitert und aktualisiert 2012, ISBN 978-3-8429-1002-7).
- Mut für ein neues Jahrtausend. Johannis, Lahr 2000, ISBN 978-3-501-02303-7.
- Beim Wort genommen. Hänssler, Neuhausen-Stuttgart 2001, ISBN 978-3-7751-2734-9.
- Mit dem Atem der Hoffnung leben. Johannis, Lahr 2001, ISBN 978-3-501-06057-5.
- Neue Gedanken am Sonntag. Ullstein Taschenbuch, Berlin 2002, ISBN 978-3-548-45007-0 (2005, ISBN 978-3-548-45011-7).
- Gedanken am Sonntag. Ullstein Taschenbuch, Berlin 2003, ISBN 978-3-548-45009-4.
- Wer die Macht hat, hat das Sagen. SCM Hänssler, Holzgerlingen 2003, ISBN 978-3-7751-4026-3.
- Schluss mit lustig. Das Ende der Spaßgesellschaft. Johannis, Lahr 2004, ISBN 3-501-05180-8 (Platz 1 der Spiegel-Bestsellerliste in den Jahren 2005 und 2006) (83. unveränderte Auflage 2009, ISBN 978-3-501-05180-1).
- Worte für heute – für 366 Tage: Der kleine Jahresbegleiter. Johannis, Lahr 2005, ISBN 978-3-501-02333-4.
- Zeit zum Innehalten – Meine Gedanken am Sonntag. Ullstein, Berlin 2005, ISBN 978-3-548-45012-4.
- Mut für heute. Für 366 Tage. Immerwährender Kalender. Johannis, Lahr 2007, ISBN 978-3-501-02302-0.
- Worauf es ankommt. Monografie, Ullstein, 2008, ISBN 978-3-548-37253-2.
- Worte für heute – für 366 Tage: Der kleine Jahresbegleiter. Johannis, Lahr 2009, ISBN 978-3-501-02332-7.
- Mut machende Nachrichten 2010. Kalender 2010, Johannis, Lahr 2009, ISBN 978-3-501-32384-7.
- Mein Leben – lebenswert? mediaKern, 2010, ISBN 978-3-8429-1000-3.
- Was wirklich zählt. Ullstein Taschenbuch, 2011, ISBN 978-3-548-37420-8.
- Nur die Wahrheit zählt. Gute Nachrichten für heute. mediaKern, 2011, ISBN 978-3-8429-1001-0.
- Ein guter Tag: 365 x Peter Hahne. mediaKern, 2012, ISBN 978-3-8429-7801-0.
- Mut für jeden Tag. 366 Wert-Worte. mediaKern, 2014, ISBN 978-3-8429-3531-0.
- Rettet das Zigeuner-Schnitzel! Empörung gegen den täglichen Schwachsinn. Werte, die wichtig sind. Quadriga, Bastei-Lübbe 2014, ISBN 978-3-86995-070-9
- Niemals aufgeben! Mit Werten in Führung bleiben. mediaKern, 2015, ISBN 978-3-8429-1005-8.
- Finger weg von unserem Bargeld! Wie wir immer weiter entmündigt werden. Quadriga, Bastei-Lübbe 2016, ISBN 978-3-86995-085-3.
- Schluss mit euren ewigen Mogelpackungen! Wir lassen uns nicht für dumm verkaufen. Bastei-Lübbe, Köln 2018, ISBN 978-3-7857-2621-1.
- Passiert – Notiert! Geschichten die das Leben schrieb. Media-Kern, Wesel 2018, ISBN 978-3-8429-1010-2.
- Seid ihr noch ganz bei Trost! Schluss mit Sprachpolizei und Bürokraten-Terror. Quadriga, Köln 2020, ISBN 978-3-86995-096-9.
- Nicht auf unsere Kosten! Aufstand gegen Lug und Trug der Eliten. Quadriga, Köln 2021, ISBN 978-3-404-07005-3.
- Das Maß ist voll. In Krisenzeiten hilft keine Volksverdummung. Quadriga, Köln 2022, ISBN 978-3-86995-120-1.
- Ist das euer Ernst?! Aufstand gegen Idiotie und Ideologie. Quadriga, Köln 2024, ISBN 978-3-86995-141-6.

### Audio
- Mit Jürgen Werth und Willi Neureder: Die Bibel auf Cassette. Das Neue Testament – komplett. Christliche Kommunikation 1990, ISBN 978-3-86098-024-8.
- Zeit für Dich: Biblische Erzählungen. Katholisches Bibelwerk, 2003, ISBN 978-3-460-32939-3.
- Zeit der Freude. Katholisches Bibelwerk, 2003, ISBN 978-3-460-32942-3.

### Als Mitautor
- Mit Fritz Hähle (Herausgeber), Kurt Biedenkopf und Thomas Küttler: Reden und Handeln für Deutschland: Im hellen Lichte des Verstandes. Sammlung von Vorträgen aus Veranstaltungsreihe vom Johann-Amos-Comenius'-Club Sachsen. concepcion Seidel 2000, ISBN 978-3-933750-14-3.
- Mit Florian Geyer: Wertorientierte Unternehmensführung – Möglichkeiten und Grenzen der Implementierung externer Erfolgsmaße. Diplomica 2002, ISBN 978-3-8324-5276-6.
- Mit H. G. Schmitz, H. D. Dey und Gerhard H. Junker, Herausgeber: Anglizismen-Index 2008: Anglizismen – Gewinn oder Zumutung? IFB, 2008, ISBN 978-3-931263-80-5.
- Mit Gundula Gause, Jutta Speidel, Jordana Schmidt, Nina Ruge, Wolfgang Niedecken: abschalten: Ein Fastenzeitkalender. Herder, Freiburg 2009, ISBN 978-3-451-30151-3.
- Mit Heinz-Horst Deichmann, Jostein Gaarder, Anselm Grün, Dieter Thomas Heck, Claus Hipp, Margot Kässmann, Vicky Leandros, Angela Merkel, Paulus Terwitte, Ursula von der Leyen, Jörg Zink u. a.: einfach christlich – Lebenswert(e). Christoph Schommer, Herausgeber; St. Benno 2009, ISBN 978-3-7462-2650-7.
- Mit diversen Autoren des Deutschen Bundestags: Blickpunkt Bundestag Spezial. Der Haushalt des Bundes. 2011
- Mit Papst Franziskus, Anselm Grün u. a.: Mit Gott im Herzen: Ermutigungen zum Glauben. St. Benno, 2013, ISBN 978-3-7462-3777-0.